# Allorhogas muesebecki
Allorhogas muesebecki är en stekelart som beskrevs av Guimaraes 1957. Allorhogas muesebecki ingår i släktet Allorhogas och familjen bracksteklar. Inga underarter finns listade i Catalogue of Life.